# 大ミサ曲
大ミサ曲 ハ短調 K. 427 (417a) は、ヴォルフガング・アマデウス・モーツァルトが作曲した未完成のミサ曲。資料によって「ミサ曲ハ短調」や「ハ短調ミサ曲」とも呼ばれる。また一連のミサ曲において17番目に当たることから「ミサ曲 第17番」と表記される場合もある。モーツァルトの宗教音楽では、レクイエムに次いで有名な曲である。

## 概要
この曲はモーツァルトの作品としては珍しく、注文を受けずに自発的に作曲された。1782年8月4日にモーツァルトはウィーンのシュテファン大聖堂でコンスタンツェ・ウェーバーと結婚したが、故郷ザルツブルクにいる父レオポルトの許可を得ないままであった。モーツァルトはこの曲を作ることによって、結婚の誓約が確かなものであることを証明し、妻が技量のあるソプラノ歌手であることをアピールするつもりであったという。
全体は未完のまま残されており、「キリエ」、「グローリア」、「サンクトゥス」、「ベネディクトゥス」はすでに完成されている。「クレド」は前半部分が未完の形で残されており、その第1部（クレド・イン・ウーヌム・デウム）は合唱とバスのパートが、続く第2部（エト・インカルナトゥス・エスト）は声楽部と管楽とバスが完成されている。しかしそれに続く「クルシフィクス」は書かれておらず、「アニュス・デイ」に至っては冒頭のみで欠落している。このためモーツァルトの没後になってから補筆が行われることになり、後述する下記のロビンス・ランドン版やバイヤー版などが存在する。未完に終わった理由としては、ザルツブルク時代と異なり規模の規制が無いまま作曲し、典礼にふさわしくないほど大規模になっていった結果として創作意欲を喪失してしまったためと考えられている。
本曲は、確認されている限りモーツァルトが作曲した最後のミサ曲であり、モーツァルトは以降、ミサ曲を書く機会を得ないまま亡くなったと考えられていたが、20世紀後半になって自筆譜の分析が進み、従来マンハイム時代に書かれたと推測されていた「キリエ」「グローリア」などのミサ曲のスケッチがウィーン定住後の1780年代後半のものと判明し、教会での定職を求めてミサの作曲を続けていたと推測されるようになった。そして、死後発見されたミサの断章『キリエ ニ短調（K.341）』は最晩年の1791年頃にシュテファン大聖堂楽長レオポルト・ホフマンの補佐に任命されたのち、次期楽長就任時の演奏を目論んで書いたと推測されている（ただしホフマンが重病から回復し、楽長就任の見込みが無くなったためこの曲のみで放棄されたと考えられる）。
自筆譜は、ポーランド・クラクフのヤギェウォ大学ヤギェウォ図書館に所蔵されている。

## 作曲と初演
以前までは作曲の時期が不明な点が多くあって判明できていなかったが、近年になって1782年末から1783年にかけて作曲されたものと判明している。1783年1月4日付の父レオポルトに宛てた手紙の中で以下のようにしている。
上記の概要にある通り、頑なに結婚を許可しなかった父や姉に対して何とか軟化させようと目論んで自発的に作曲したことが理由だが、モーツァルトがこのように自発的に作曲するということは非常に珍しいことであった（後の『レクイエム』は貴族からの委嘱で作曲されたものである）。
このような事情で、妻を連れてザルツブルクへ行く際にこの曲を持って行き、故郷の教会に奉献しようと考えて作られたといわれる。しかし一度はその年の11月に行く計画を立てたものの、コンスタンツェの妊娠など種々の事情でザルツブルクへ行けず実現できなかったが、ザルツブルクに帰郷できたのは結婚して翌年（1783年8月）のことであった。だがこの時点ではまだ完全にできておらず、完成していたのは「キリエ」、「グローリア」、「サンクトゥス」、「ベネディクトゥス」の部分のみであった。初演後の10月27日にザルツブルクを発ってウィーンに向かい、再び着手したものの、結局完成させることはなかった。
初演は1783年10月23日に試演された後、26日（多くの資料によっては10月25日、8月26日とある）にザルツブルクの聖ペテロ教会にてモーツァルトの指揮で行われた。この時に妻コンスタンツェはソプラノのパートを担当している。この初演においてモーツァルトは以前作曲したミサ曲の一部を転用して演奏したと考えられている。

## 編成と構成

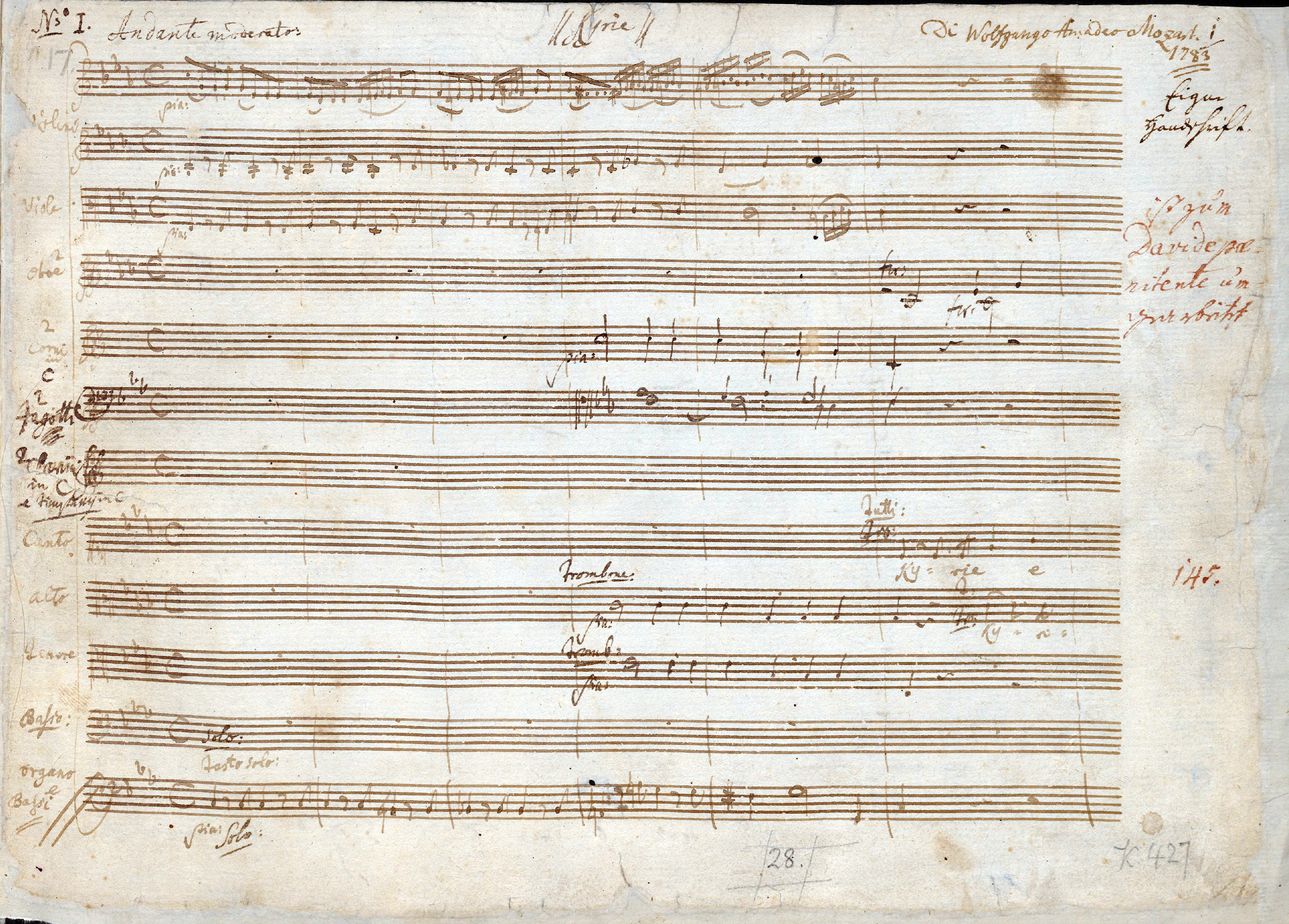
『大ミサ曲』K.427総譜冒頭

### 編成
- 管弦楽：フルート2、オーボエ2、ファゴット2、ホルン2、トランペット2、トロンボーン3、ティンパニ、弦五部、オルガン
- 独唱：ソプラノ2、テノール、バス
- 合唱：ソプラノ(S)、アルト(A)、テノール(T)、バス(B)の混声4部合唱（SSATBの5部合唱、SATB×2の二重合唱を含む）

### 構成
以下の5曲（アニュス・デイを除く）から構成される。現在演奏される版の演奏時間は50分ないし60分ほど。アメリカの音楽学者のロバート・レヴィンの完成版は全曲74分ほど。

#### 第1曲 キリエ（Kyrie）
- 完成。自筆譜が残されている。
- アンダンテ・マエストーソ、ハ短調、4分の4拍子。ソプラノIの独唱と4部合唱。

#### 第2曲 グローリア（Gloria）
- 完成。自筆譜が残されている。
- 全体は8つの部分に分けられる。
  - 第1部 天のいと高きところには、神に栄光（Gloria in excelsis Deo）
    - アレグロ・ヴィヴァーチェ、ハ長調、4分の4拍子。4部合唱。

  - 第2部 我らは主をほめ（Laudamus te）
    - アレグロ・アペルト、ヘ長調、4分の4拍子。ソプラノIIの独唱。

  - 第3部 主の大いなる栄光のゆえに（Gratias agimus tibi）
    - アダージョ、変ハ短調 - イ短調、4分の4拍子。5部合唱

  - 第4部 神なる主（Domine Deus）
    - アレグロ・モデラート、ニ短調、4分の3拍子。ソプラノI&IIの二重唱。

  - 第5部 世の罪を除きたもう主よ（Qui tollis）
    - ラルゴ、ト短調、4分の3拍子。二重合唱。

  - 第6部 主のみ聖なり（Quoniam tu solus）
    - アレグロ、ホ短調、4分の3拍子。ソプラノI&II、テノールの三重唱。

  - 第7部 イエス・キリストよ（Jesu Christe）
    - アダージョ、ハ長調、4分の3拍子。4部合唱。

  - 第8部 聖霊とともに（Cum Sancto Spiritu）
    - アレグロ、ハ長調、2分の2拍子。4部合唱。フーガ形式。

#### 第3曲 クレド（Credo）
- 未完成。後生の研究者によって補筆されたものが演奏される。
- 2つの部分に分けられる。
  - 第1部 我は信ず、唯一の神（Credo in unum Deum）
    - アレグロ・マエストーソ、ハ長調、4分の3拍子。5部合唱。

  - 第2部 聖霊によりて（Et incarnatus est）
    - アンダンテ、ヘ長調、8分の6拍子。ソプラノIの独唱。

#### 第4曲 サンクトゥス（Sanctus）
- 完成。パート譜をもとに再構成された。
- ラルゴ - アレグロ・コモド、ハ長調、4分の4拍子。二重合唱。「ホサンナ」の部分はフーガ形式。

#### 第5曲 ベネディクトゥス（Benedictus）
- 完成。パート譜をもとに再構成された。
- アレグロ・コモド、イ短調、4分の4拍子。四重唱と二重合唱。同じくホサンナはフーガ形式。

#### アニュス・デイ（Agnus Dei）
- 未完成。スケッチのみが残っている。通常、演奏されない。

## 未完成のままの補筆版
この曲にはレクイエム同様に複数の補筆版が作成されているが、一部を補いつつも、あくまで未完成のままにしてあり、この形態で演奏されるのがほとんどである。主なものとして、ロビンス・ランドン版（1956年）、新全集に採用されたエーダー版（1986年）、モーンダー版（1988年）、バイヤー版（1989年）などがある。

### 補筆による完成版
旧モーツァルト全集に採用されたドレスデンの指揮者でもあるシュミット版（1901年）は、レクイエム同様キリエの一部をアニュス・デイに転用し、他の宗教曲の素材も用いて補筆した完成版となっている。
これまでにモーツァルトの協奏交響曲K.297bやレクイエムの補筆を行ってきた音楽学者・ピアノ・即興フォルテピアノ奏者のロバート・レヴィン（Robert D. Levin）は、マリア＆ロバート・A・スカーニック・ファンドの依頼により、未完の部分を全て補った補筆完成版を作成した。このレヴィン版は2005年1月15日に、補筆に協力したヘルムート・リリングの指揮によりカーネギー・ホールで初演した。この補筆完成版には『悔悟するダヴィデ』（後述）やモーツァルトの他のミサ曲などから素材が転用されており、補筆されたのは以下の7曲で、全曲演奏すると76分ほど。
- Credo: Crucifixus （十字架に磔られ）:合唱
- Credo: Et resurrexit （復活）:合唱
- Credo: Et in Spiritum Sanctum （われは信ず、主なる聖霊）:テノール独唱
- Credo: Et unam sanctam （唯一なるもの聖なるもの）:合唱
- Credo: Et vitam venturi （来世の生命を待ち望む）:合唱
- Agnus Dei （神の子羊）:ソプラノ独唱II、合唱
- Agnus Dei: Dona Nobis Pacem （われらに平安を与え給え）:独唱4人、合唱

## オラトリオ「悔悟するダヴィデ」
オラトリオ『悔悟するダヴィデ』（かいごするダヴィデ, Davide penitente）K.469は、1785年にモーツァルトが大ミサ曲ハ短調を転用して作ったカンタータ。3月13日にウィーンのブルク劇場で初演された。ミサ曲のキリエとグローリアにイタリア語の歌詞を付けてリズムを改変し、2つのアリアを新しく追加している。
作詞は長く『フィガロの結婚』などの台本作者ロレンツォ・ダ・ポンテと思われていたが、2008年になってイタリアの著述家サヴェリオ・マッテイ(1742年–1795年)の『聖書の詩篇集 Libri poetici della Bibbia』であることが判明した。モーツァルトは、マッテイが翻訳した詩篇から、第4、6、7、33、67、96、99、119編 （ウルガタ訳）を用いている。

### 内容
- 第一曲：合唱
- 第二曲：合唱
- 第四曲：合唱
- 第五曲：二人のソプラノの二重唱
- 第六曲：テノール・アリア
- 第七曲：合唱
- 第八曲：ソプラノ・アリア
- 第九曲：二人のソプラノとテノールの三重唱
- 第十曲：合唱

## 参考資料

### 書籍
- 作曲家名曲解説ライブラリー『モーツァルト』（音楽之友社）